# Bohus Richárd
Bohus Richárd (Békéscsaba, 1993. április 9. –) világbajnoki bronzérmes és Európa-bajnoki ezüstérmes magyar úszó.

## Sportpályafutása
A 2010-es Európa-bajnokságon 50 méter háton 26., 100 méter háton 37. volt. 2011-ben 50 m háton bronzérmes volt az ifjúsági Eb-n. A rövid pályás magyar bajnokságon 50 m háton aranyérmes lett. A rövid pályás Eb-n 50 m háton 19. volt. 2012-ben magyar bajnokságot nyert 50 m háton. 100 méteren második lett. A 2012-es Eb-n 100 m háton nyolcadik lett. Egyúttal teljesítette az olimpiai kvalifikációs A-szintet. 50 m háton két országos csúcsot úszott. Teljesítménye hármas holtversenyben a bronzéremhez volt elég. A 2012-es londoni olimpián 100 méter háton a 22. helyen végzett.
2013-tól az Arizona State University hallgatója. Egy súlyos vállsérülés (leszakadt egy porc) miatt a teljes 2014-es szezont ki kellett hagynia. 2015-ben az országos bajnokságon egy arany-, két ezüst- és egy bronzéremmel tért vissza.
A 2016-os úszó-Európa-bajnokságon 50 m gyorson 16, 100 m gyorson 12. lett. Utóbbi versenyszámban olimpiai szintet ért el. 50 méter háton – két országos csúccsal – ezüstérmet szerzett. A váltószámokban 4 × 100 m gyorson ötödik, 4 × 100 m vegyesen bronzérmes volt.
A 2017-es budapesti világbajnokságon 4 × 100 méteres gyorsváltóban bronzérmet szerzett, 100 méteres gyorsúszásban a 18. helyen végzett. 50 méteres hátúszásban 10. lett. A 4 × 100 méteres mix gyorsváltó tagjaként 6. helyen végzett.
A 2019-es úszó-világbajnokságon 15. lett 100 méteres hátúszásban. A 2019-es rövid pályás úszó-Európa-bajnokságon a 4 × 50 méteres vegyesváltó tagjaként ezüstérmes lett.
A 2021-ben megrendezett Európa-bajnokságon 50 és 100 méter háton az elődöntőben kiesett. 4 × 100 m gyorson 4., mix 4 × 100 m gyorson 5. volt. A tokiói olimpián 100 méteres hátúszásban az előfutamban kizárták, a 4 × 100 méteres gyorsváltó tagjaként (Milák Kristóf, Németh Nándor, Szabó Szebasztián) az 5. helyen végzett. Rajthoz állt a 4 × 100 méteres vegyesváltó tagjaként is (Takács Tamás, Kós Hubert, Holoda Péter), de a döntőbe jutás nem sikerült, a négyes összesítésben a 13. helyen végzett.
2023 decemberében bejelentette a sportolói pályafutásának befejezését.

## Magyar bajnokság

### 50 méteres medence
| 50 méter                   | 2012 | 2013 | 2014 | 2015 | 2016 | 2017 | 2018 | 2019 | 2020 | 2021 | 2022 | 2023 |
| -------------------------- | ---- | ---- | ---- | ---- | ---- | ---- | ---- | ---- | ---- | ---- | ---- | ---- |
| 50 m gyors                 |      | 2.   |      | 2.   | 4.   | 5.   |      |      |      |      |      |      |
| 100 m gyors                |      |      |      | 2.   | 2.   |      |      | 5.   |      | 5.   | 5.   |      |
| 50 m hát                   | 1.   | 1.   |      | 1.   |      | 1.   | 4.   | 1.   | 1.   | 1.   | 1.   | 2.   |
| 100 m hát                  | 2.   | 3.   |      |      |      | 1.   |      | 3.   | 4.   | 1.   | 5.   | 3.   |
| 200 m hát                  |      |      |      |      |      | 5.   |      |      |      |      |      | 5.   |
| 4 × 100 m gyorsváltó       |      | 3.   |      |      | 6.   | 6.   | 3.   | 1.   | 2.   | 1.   | 1.   | 1.   |
| 4 × 100 m vegyesváltó      |      |      |      |      |      | 5.   | 5.   | 1.   | 1.   | 1.   | 1.   |      |
| 4 × 100 m gyorsváltó (mix) |      |      |      | 3.   |      |      | 1.   |      | 2.   | 2.   | 1.   |      |

## Rekordjai
50 m hát
- 25,36 (2012. május 23., Debrecen) országos csúcs
- 25,14 (2012. május 24., Debrecen) országos csúcs
- 25,04 (2016. május 18., London) országos csúcs[13]
- 24,82 (2016. május 19., London) országos csúcs[14]
- 24,76 (2018. december 22., Győr) országos csúcs[15]

50 m hát rövid pálya
- 23,71 (2018. november 8., Százhalombatta) országos csúcs[16]
- 23,48 (2019. december 8., Glasgow) országos csúcs (4 × 50 m vegyes)[17]
- 23,43 (2019. december 8., Glasgow) országos csúcs
- 23,42 (2019. december 8., Glasgow) országos csúcs (4 × 50 m vegyes)[18]
- 23,39 (2019. december 14., Kaposvár) országos csúcs[19]

100 m hát rövid pálya
- 51,22 (2018. november 10., Százhalombatta) országos csúcs
- 51,08 (2019. december 5., Glasgow) országos csúcs[20]
- 50,65 (2019. december 5., Glasgow) országos csúcs[21]
- 50,58 (2019. december 14., Kaposvár) országos csúcs (4 × 100 m vegyes)[22]